# Міняд
Міняд (рум. Minead) — село у повіті Арад в Румунії. Входить до складу комуни Ігнешть.
Село розташоване на відстані 376 км на північний захід від Бухареста, 72 км на північний схід від Арада, 115 км на захід від Клуж-Напоки, 103 км на північний схід від Тімішоари.

## Населення
За даними перепису населення 2002 року у селі проживали 135 осіб, з них 133 особи (98,5%) румунів. Рідною мовою 133 особи (98,5%) назвали румунську.